# Brækmoholmane
Les Brækmoholmane sont un archipel inhabité de Norvège, dans le Sud-Est du Svalbard, à 20 km au sud d'Edgeøya. L'archipel fait partie des Tusenøyane.

## Géographie
L'archipel est constituée de trois îles, deux îlots et plusieurs rochers. Au total, les trois îles recouvrent une surface d'environ 0.6 km².
Les îles de l'archipel sont :
- Store Brækmoholmen, la plus grande (environ 0.5 km²) et la plus à l'ouest des trois îles. Avec un point culminant à 25 mètres, c'est avec Alkekongen les îles les plus élevées des Tusenøyane.
- Trønderen, une petite île située entre Store Brækmoholmen et Alkekongen. Pas de point culminant recensé.
- Alkekongen, la plus à l'est des trois îles avec un point culminant à 25 mètres.

Parmi les îlots on distingue :
- Tareloppa situé à 3 km au nord-est
- Vindholmen situé à 3 km au sud-est.

Les Menkeøyane sont à environ 12 km au nord-est, les Meinickeøyane à 10 km au nord-ouest et les Schareholmane à 9 km au sud-ouest.

## Histoire
L'archipel doit son nom d'après Sivert Brækmo (1853-1930), un marin norvégien qui a longtemps navigué dans les eaux du Svalbard.